# Jacques-Désiré Périatambée
Jacques-Désiré Périatambée (* 15. Oktober 1975 in Curepipe, Mauritius) ist ein ehemaliger mauritischer Fußballspieler. Er war für die mauritische Fußballnationalmannschaft aktiv.

## Karriere
Périatambée begann seine Karriere in Frankreich, bei AJ Auxerre. Dort kam er allerdings nur in der zweiten Mannschaft zum Einsatz und wechselte daraufhin zu ES Troyes AC. Nachdem er erneut für die zweite Auswahl Auxerres aufgelaufen war, ging er 2000 zu Grenoble Foot in die dritte Liga. Nur ein Jahr später gelang der Aufstieg. 2003 wechselte er zum FC Le Mans in die erste Liga. Nach dem zwischenzeitlichen Abstieg 2004 gelang 2005 der Wiederaufstieg. Ein Jahr darauf ging er zum Zweitligisten Chamois Niort. 2008 verließ er den Klub nach zwei Jahren und spielte bis 2010 für den FCO Dijon. Danach wechselte er zum SC Bastia, mit dem ihm der Durchmarsch von der dritten in die erste Liga. Mit dem Aufstieg 2012 beendete er seine Karriere. Insgesamt bestritt er in Frankreich 43 Erstligaspiele ohne Torerfolg, alle für Le Mans.